# Cachoeirinha (ort i Brasilien, Pernambuco, Cachoeirinha, lat -8,49, long -36,23)
Cachoeirinha är en ort i Brasilien.   Den ligger i kommunen Cachoeirinha och delstaten Pernambuco, i den östra delen av landet, 1 500 km nordost om huvudstaden Brasília. Cachoeirinha ligger 530 meter över havet och antalet invånare är 12 905.
Terrängen runt Cachoeirinha är huvudsakligen platt. Cachoeirinha ligger nere i en dal. Cachoeirinha är det största samhället i trakten.
Omgivningarna runt Cachoeirinha är huvudsakligen savann. Runt Cachoeirinha är det ganska glesbefolkat, med 45 invånare per kvadratkilometer.